# Canakinumab
Il Canakinumab (nome commerciale  Ilaris) è un anticorpo monoclonale di tipo umano sviluppato dalla Novartis, che è stato studiato per il trattamento di patologie quali artrite reumatoide, artrite idiopatica giovanile sistemica, BPCO, diabete tipo 1 e 2, e alcune malattie oculari. L'uso è approvato dall'EMEA e dalla FDA nelle "sindromi periodiche associate alla criopirina" (cryopyrin-associated periodic syndromes) (CAPS).  comprese la Sindrome di Muckle-Wells (MWS),  Malattia infiammatoria multisistemica ad esordio neonatale (NOMID) / sindrome cronica infantile neurologica, cutanea, articolare (CINCA), Gravi forme di sindrome familiare autoinfiammatoria da freddo (FCAS) / orticaria familiare da freddo (FCU) un gruppo di malattie autoinfiammatorie genetiche e potenzialmente letali. Inoltre, Ilaris è indicato per il trattamento della Sindrome periodica associata al recettore del fattore di necrosi tumorale (TRAPS) , Sindrome da iperimmunoglobulinemia D (HIDS)/deficit di mevalonato chinasi (MKD) (8)
Il farmaco è un anticorpo monoclonale specifico anti IL1β (Interleuchina-1beta) ed agisce bloccandone l'attività biologica.
Uno studio pubblicato su Reumatology dell'aprile 2011 indica un'efficacia superiore al triamcinolone acetonide nel trattamento di forme acute di gotta.
Il Canakinumab è il primo farmaco ad essere approvato, nel settembre 2011, in Giappone per il trattamento delle sindromi periodiche associate alla criopirina (CAPS).
Nelle 2017 è stato pubblicato uno studio in cui il Canakinumab è stato impiegato per ridurre il rischio di un secondo evento cardiovascolare, evenienza che si presenta in circa un quarto dei pazienti entro cinque anni. Dallo studio è risultato che una iniezione trimestrale del farmaco, associata al trattamento con le statine, è in grado di ridurre del 15% il rischio di eventi cardiovascolari (attacchi di cuore fatali e non, e ictus) nonché una diminuzione del 30% della necessità di eventi chirurgici cardiovascolari (come quello per il bypass). Si è inoltre inaspettatamente dimostrato in grado di diminuire la mortalità per tumore, diminuendo del 75% la probabilità di morte per tumore al polmone e dimezzando la mortalità per tutti gli altri tipi di tumore. Tuttavia ha leggermente incrementato il rischio di morte per infezione.

### Canakinumab
- (EN) Torsten Zuberbier, Clive Grattan e Marcus Maurer, Urticaria and Angioedema, Springer, 15 giugno 2009,  pp. 101–, ISBN 978-3-540-79047-1.
- (EN) Raymond P. Donnelly, Cytokine Therapies, John Wiley and Sons, 2010,  pp. 120–, ISBN 978-1-57331-783-2.
- (EN) Robert Terkeltaub e N. Lawrence Edwards, Gout: Diagnosis and Management of Gouty Arthritis and Hyperuricemia, Professional Communications, 1º ottobre 2010,  pp. 125–, ISBN 978-1-932610-65-9.
- (EN) Efim Benenson, Rheumatology: Symptoms and Syndromes, Springer, 1º dicembre 2010,  pp. 179–, ISBN 978-1-84996-461-6.